# Gian-Carlo Coppola
Pour les autres membres de la famille, voir Famille Coppola.
Gian-Carlo Coppola (17 septembre 1963 – 26 mai 1986) est un acteur et producteur associé américain. Il est le fils aîné du réalisateur Francis Ford Coppola et de sa femme Eleanor Coppola.

## Biographie
Né à Los Angeles le 17 septembre 1963, l'aîné des enfants Coppola est le frère de Roman et de Sofia.
Comme son frère et sa sœur, Gian-Carlo, surnommé Gio par sa famille et ses amis, a souvent fait de la figuration dans les films de son père, comme dans Le Parrain, Apocalypse Now et Rusty James.
Dans Le Parrain, il apparaît avec son frère Roman parmi les deux fils de Robert Duvall qui incarne le personnage de Tom Hagen, à la fois dans les scènes de bagarre et aux funérailles de Vito Corleone derrière Duvall et Al Pacino.
Par la suite, il devient producteur associé pour Rusty James et Outsiders.

### Décès
Gio Coppola meurt dans un accident de hors-bord le 26 mai 1986 à l'âge de 22 ans à Annapolis, Maryland.
Griffin O'Neal, le fils de Ryan O'Neal, qui conduisait le bateau sous l'emprise de la drogue, est accusé d'être responsable du drame. Il est finalement condamné à une amende de 200 $ et à 18 mois de probation en 1987.

### Postérité
Au moment de sa mort, la femme de Gio Coppola, Jacqui de la Fontaine, était enceinte de deux mois de leur fille unique Gia Coppola, qui est née le 1er janvier 1987.
En 1988, son père Francis Ford Coppola lui dédie son film Tucker, avec l'épitaphe : « À Gio qui aimait les voitures. »